# كيلسي جرامر
كيلسي جرامر (بالإنجليزية: Kelsey Grammer)‏ هو ممثل أمريكي كوميدي ولد في (21 فبراير 1955، سانت توماس - جزر فيرجن الأمريكية - الولايات المتحدة).

## حياته
ولد ألن كيلسي جرامر في 21 فبراير 1955 بسانت توماس بجزر فيرجن الأمريكية، قضى كيلسي عامين بمدرسة جوليارد وقد التحق بمدرسة باين كريست الثانوية بفورت لاودردال بولاية فلوريدا وقد بدأ مهنة التمثيل بمسرح جوثري في منيابولس.

تولى جده لامه تربيته هو وشقيقته عندما كان يبلغ 11 عاما وقد درس التمثيل مع مايكل هوارد في مدنية نيويوركتزوج، كيلسي أكثر من مرة ففي عام 1982 تزوج من دورين الدرمان ثم انفصلا ولديهما ابنة واحدة ثم تزوج عام 1992 لي ان وفي عام 1979 تزوج بكميل جرامر ثم طلقا ولديهما طفلان وفي عام 2011 تزوج من كايتي والش حصل كيلسي ع العديد من الجوائز منها عام 1990 عن دوره في (اجنحة) واصبح من أكثر الشخصيات التلفزيونية شهرة.

## أعماله
- برنامج ليلة السبت على الهواء عام 1975
- مسلسل تشييرز عام 1982
- مسلسل فرايجر عام 1993
- فيلم تحت المنظار عام 1996
- فيلم آنستازيا عام 1997
- مسلسل بيكر عام 1998
- فيلم 15 دقيقة عام 2001
- فيلم رجال-إكس: الموقف الأخير عام 2006
- فيلم حتي المال عام 2006
- فيلم أنا لا أعرف كيف فعلتها عام 2012
- فيلم جامعة المرعبين عام 2013
- فيلم رجال-إكس: أيام المستقبل الماضي عام 2014
- فيلم المرتزقة 3

## روابط خارجية
- كيلسي جرامر على موقع IMDb (الإنجليزية)
- كيلسي جرامر على موقع ميتاكريتيك (الإنجليزية)
- كيلسي جرامر على موقع الموسوعة البريطانية (الإنجليزية)
- كيلسي جرامر على موقع روتن توميتوز (الإنجليزية)
- كيلسي جرامر على موقع ألو سيني (الفرنسية)
- كيلسي جرامر على موقع ميوزك برينز (الإنجليزية)
- كيلسي جرامر على موقع تيرنر كلاسيك موفيز (الإنجليزية)
- كيلسي جرامر على موقع أول موفي (الإنجليزية)
- كيلسي جرامر على موقع بوكس أوفيس موجو (الإنجليزية)
- كيلسي جرامر على موقع قاعدة بيانات برودواي على الإنترنت (الإنجليزية)